# Angelo Attaguile
Angelo Gioachino Gaetano Attaguile (Grammichele, 12 maggio 1947) è un politico e dirigente sportivo italiano.

## Biografia
È figlio di Gioacchino Attaguile (che fu senatore della Democrazia Cristiana e ministro della Marina mercantile nel governo Emilio Colombo) e cugino di Francesco Attaguile (ex sindaco di Catania a metà degli anni Ottanta).
Revisore contabile, è stato presidente dell'Istituto Autonomo Case Popolari di Catania (1981-1993), nonché presidente dell'Arsiacap.

### Attività politica
Negli anni settanta è stato responsabile nazionale del Movimento giovanile della Democrazia Cristiana. Dopo la scomparsa della DC, milita in diversi partiti centristi, tra cui l'Unione per la Repubblica, il movimento che a livello nazionale fa riferimento a Francesco Cossiga e di cui è stato coordinatore regionale per la Sicilia (1999-2000).
Si candida per la prima volta alle elezioni amministrative in Italia del 2005, correndo alla carica di sindaco di Catania, ottenendo lo 0,7% dei voti con la Democrazia Cristiana.
Nell'ottobre 2005 aderisce al Movimento per le Autonomie di Raffaele Lombardo e, in occasione delle elezioni politiche del 2008, viene candidato alla Camera dei Deputati nelle liste del partito nella circoscrizione Sicilia 2, in ottava posizione, ma non viene eletto.

#### Elezione a deputato
Grazie ad accordo tra MpA e PdL alle elezioni politiche del 2013 viene eletto alla Camera dei Deputati, in virtù della candidatura all'interno delle liste del Popolo della Libertà nella circoscrizione Campania 2.
Si iscrive al gruppo parlamentare Lega Nord e Autonomie e fa parte della Commissione parlamentare antimafia.
Nel dicembre 2014 abbandona il Movimento per le Autonomie e aderisce ufficialmente al neo costituito movimento Noi con Salvini, emanazione della Lega Nord nel Centro e Sud Italia, diventandone nel gennaio 2015 segretario nazionale.

#### Elezioni del 2018 e 2019
Alle elezioni politiche del 2018 è candidato al Senato della Repubblica, nel collegio uninominale di Acireale sostenuto dalla coalizione di centro-destra (in quota Lega), ma non riesce a farsi eleggere.
Nell'aprile 2019 è candidato alle elezioni europee nella circoscrizione Isole per la Lega, ma non è eletto.

### Dirigente sportivo
Negli anni ottanta, è stato presidente della squadra di calcio dell'Aquila Grammichele, che nella stagione 1984-85 ottiene l'approdo dalla Prima Categoria al campionato di Promozione. Nel 1987, è a capo di una cordata di imprenditori che rileva il Catania da Angelo Massimino, di cui è presidente fino al 1990. Dello stesso club rossazzurro nel 1998 viene nominato presidente onorario a vita.

## Controversie giudiziarie
- Nel 1992 viene indagato per concussione (per il Catania) ed è condannato a un anno e mezzo di reclusione e alla interdizione perpetua dai pubblici uffici. Il 30 aprile 2004 la Corte di Appello di Messina, in sede di revisione, lo ha assolto definitivamente perché il fatto non sussiste.[15] Sulla vicenda scrive anche un libro, "Fuga dall'ingiustizia".[11]
- Nel 2018 è accusato dalla Procura di Termini Imerese su un sistema di voto di scambio che coinvolge un centinaio di persone. Attaguile si dice estraneo alla vicenda ma è costretto a dimettersi dal ruolo di segretario nazionale del movimento "Noi con Salvini".[11]
- Nel giugno 2018 la Procura di Catania ne ha chiesto la condanna ad una pena pecuniaria (in sostituzione di quella detentiva) di 22.500 euro pagabili in 30 rate mensili di 750 euro per simulazione di reato continuato. Secondo l'accusa, avrebbe simulato una serie di intimidazioni con lo scopo di vedersi assegnata la scorta quando faceva parte della Commissione parlamentare antimafia.[11]